# Red Rocket
Red Rocket è un film del 2021 diretto da Sean Baker.
È stato presentato in concorso al 74º Festival di Cannes.

## Trama
Mikey "Saber" Davies, un ex-pornoattore di Los Angeles caduto in disgrazia, torna dopo 17 anni nella sua città natale, Texas City, per ricominciare da capo. Senza soldi e dopo un lungo viaggio in autobus, si presenta alla porta della sua ex moglie Lexi, anch’essa ex attrice pornografica, con cui è ancora sposato legalmente, e della madre di lei, Lil. Le due donne accettano con riluttanza di ospitarlo, a patto che trovi un lavoro e si renda utile in casa. Mikey tenta diversi colloqui, ma il suo passato nell’industria per adulti e il lungo periodo di inattività lavorativa gli impediscono di essere assunto.
Senza una macchina, Mikey si sposta su una vecchia bicicletta appartenuta ai figli di Lexi. Disperato, si rivolge a Leondria, una spacciatrice e madre di un suo vecchio compagno di scuola, convincendola a fargli riprendere il lavoro di venditore di marijuana. Lei e la figlia June sospettano che Mikey possa usare la droga per sé, ma accettano di dargli una possibilità quando lui dimostra di saper guadagnare.
Dopo qualche notte sul divano, riesce a riallacciare il rapporto con Lexi e torna a dormire nel suo letto. Quando guadagna abbastanza denaro, le paga un mese di affitto in anticipo e la porta a festeggiare in una pasticceria. Nel locale, però, rimane affascinato da Raylee, una giovane cassiera di 17 anni che si fa chiamare "Fragola" (Strawberry nell'originale). Tornando più volte, la convince a lasciargli vendere droga ai lavoratori edili che frequentano la pasticceria. Ben presto, tra i due nasce una relazione clandestina. Una notte, dopo aver fatto sesso, lei gli suona al piano una versione di Bye Bye Bye degli NSYNC.
Nel frattempo Mikey stringe amicizia con Lonnie, un vicino di casa di Lexi cui lei aveva fatto da baby sitter da piccolo. Durante un giro al centro commerciale, scopre che Lonnie finge di essere un veterano dell'esercito per vendere bandiere american, e due veri ex militari smascherano il suo inganno e lo umiliano, gettandolo in una fontana. Mikey convince Fragola a lasciare il suo fidanzato Nash, ma il ragazzo e i suoi genitori lo affrontano nel parcheggio della pasticceria e lo pestano. Nonostante questo, Mikey continua a spingerla a seguirlo a Los Angeles per intraprendere una carriera nel porno, convinto che sia la sua occasione per rientrare nell’industria.
La sua ossessione per Fragola lo allontana da Lexi, e quando sparisce per un intero weekend con la ragazza, Lexi sospetta qualcosa e lo affronta. Mikey reagisce insultandola e vantandosi dei 3.000 dollari guadagnati con la droga. Più tardi, mentre è in macchina con Lonnie, distratto dalla sua stessa vanteria sul ritorno al successo, Mikey causa un incidente a catena in autostrada. I due riescono a fuggire, ma Lonnie viene arrestato e si prende tutta la colpa. Approfittando della situazione, Mikey chiede ancora una volta a Fragola di partire con lui per Los Angeles, e lei accetta, lasciando il lavoro.
Quella sera, Mikey annuncia a Lexi che partirà il giorno dopo. Ma Lexi e Lil, stufe di lui, convincono Leondria a vendicarsi: June e i suoi fratelli irrompono nella casa durante la notte, lo svegliano e gli portano via tutto il denaro. Mikey scappa nudo dalla finestra e si precipita da Leondria, supplicandola di restituirglielo. Lei gli dà solo 200 dollari e gli intima di andarsene se non vuole essere pestato. Sconfitto e umiliato, raccoglie le sue poche cose in un sacco della spazzatura e si mette in cammino. Dopo aver camminato tutta la notte, arriva davanti alla casa di Fragola, dove la immagina sulla soglia in bikini, con gli occhi pieni di lacrime.

## Produzione
Baker ha girato in segreto il film in Texas nell'autunno 2020 col direttore della fotografia Drew Daniels in pellicola 16 millimetri.

## Promozione
La prima immagine promozionale del film è stata diffusa il 24 giugno 2021.

## Distribuzione
Nel febbraio del 2021 A24 ha acquisito i diritti di distribuzione statunitensi del film. È stato presentato in anteprima il 14 luglio 2021 in concorso alla 74ª edizione del Festival di Cannes. È stato distribuito nelle sale cinematografiche statunitensi a partire dal 3 dicembre 2021,
In Italia è stato presentato in anteprima il 22 ottobre 2021 alla 16ª edizione della Festa del Cinema di Roma,  per poi essere distribuito a partire dal 3 marzo 2022 da Universal Pictures.

## Riconoscimenti
- 2021 - Festival di Cannes[5]
  - In concorso per la Palma d'oro
- 2021 - Gotham Independent Film Awards[8]
  - Candidatura per il miglior interprete protagonista a Simon Rex
  - Candidatura per la miglior sceneggiatura a Sean Baker e Chris Bergoch
  - Candidatura per la miglior performance rivelazione a Suzanna Son

- 2021 - Los Angeles Film Critics Association
  - Miglior attore a Simon Rex
- 2022 - Independent Spirits Awards
  - Miglior attore protagonista a Simon Rex
  - Candidatura per la miglior attrice non protagonista a Suzanna Son